# (11374) Briantaylor
(11374) Briantaylor (1998 QU60) – planetoida z grupy pasa głównego asteroid okrążająca Słońce w ciągu 3,59 lat w średniej odległości 2,34 j.a. Odkryta 23 sierpnia 1998 roku.